# Bibliomanía

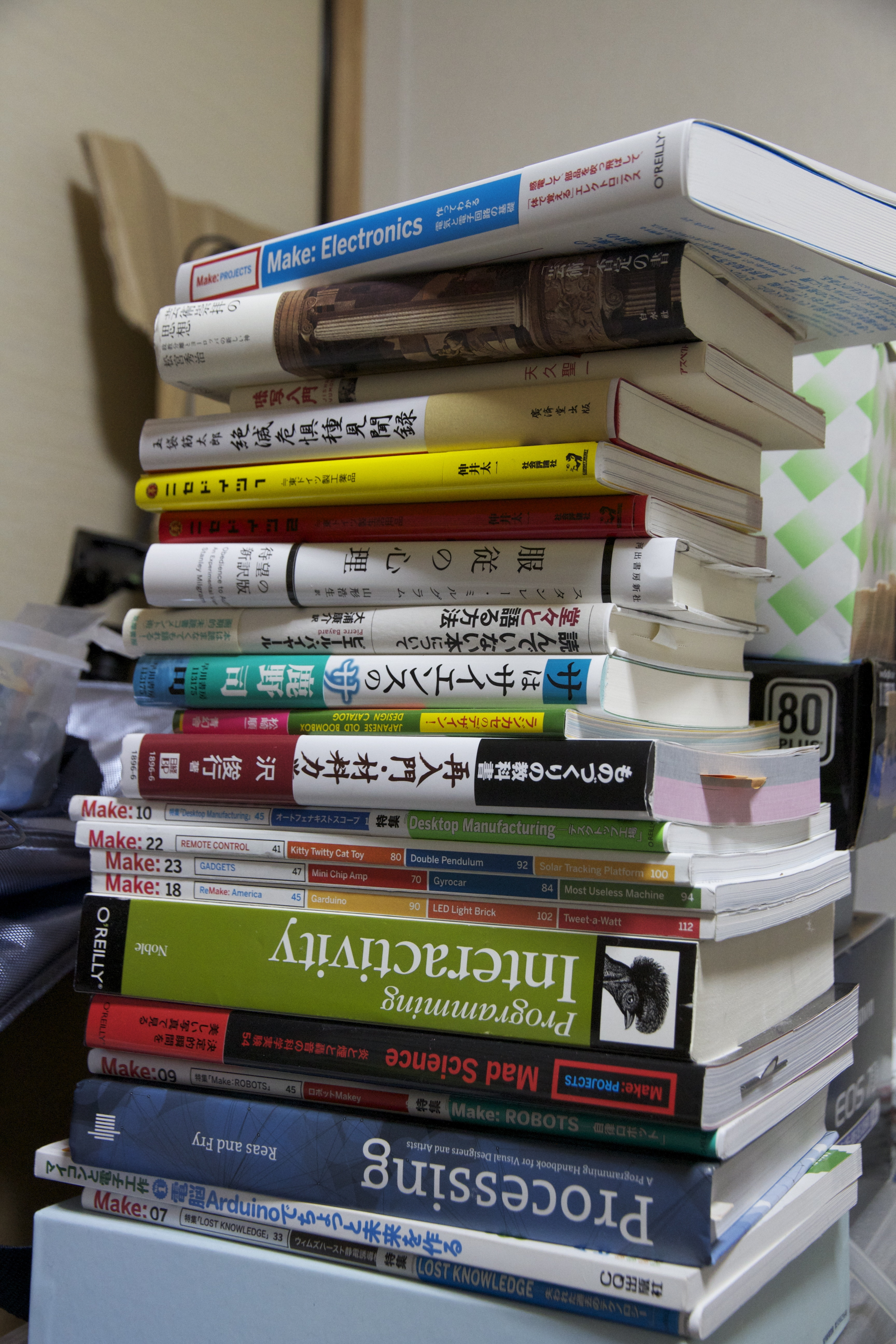
Libros apilados

La bibliomanía es un trastorno obsesivo-compulsivo  que consiste en coleccionar libros. La bibliomanía puede ser considerada un tipo de síndrome de acaparador compulsivo. La condición se caracteriza por coleccionar muchos libros que no son útiles para el coleccionista, ni tienen ningún valor para un coleccionista verdadero. Por ejemplo, un bibliómano puede tener copias múltiples del mismo libro y edición. Esta conducta de acopio indiscriminado de libros se asocia con el valor que una persona les da no por su contenido literario, sino como objeto, por su papel, su encuadernación y todo lo asociado a ello.
La bibliomanía es distinta de la bibliofilia, que es simplemente el amor típico por los libros. La  bibliomanía no es un trastorno psicológico reconocido por la Asociación Estadounidense de Psiquiatría en su DSM-IV. Un ejemplo de esta situación, en la cultura asiática, es el tsundoku; acumular libros en pilas, sin leerlos. La palabra doku se asocia con el verbo leer, y tsun se origina en tsumu, palabra que significa apilar. En conjunto significa: acumular material de lectura. En la jerga casual japonesa tsunde-oku significa apilar cosas para luego marcharse, y dokusho quiere decir leer libros. La conjunción de ambos resulta en tsundoku. La frase tsundoku sensei, para referirse a quien tiene muchos libros pero no los lee, apareció en un texto de 1879.  
Si bien tsundoku y bibliomanía son palabras relacionadas, tienen una diferencia clave: bibliomanía describe la intención de coleccionar libros, mientras que tsundoku describe la intención de leer libros.
Relacionado con el tema está Bibliomanía, un manga de terror escrito e ilustrado por Macchiro y Obaru. 
En la literatura española, un ejemplo es el personaje Avelino de la novela Silvestre Paradox, de Pío Baroja:

Su último entusiasmo fue el de la bibliografía, chifladura que tomó como costumbre, y no con gran pasión. Pero como un hombre, por rico que sea, no puede pensar en reunir los libros que se han escrito, no solo en el mundo, sino en un país, Avelino especificó su manía y se dedicó a formar una biblioteca de libros en dieciseisavo.  Al principio, los compraba, los leía, los coleccionaba y los guardaba...

[...]Deseaba llenar las paredes de su gabinete con libros en dieciseisavo. Esta era en aquella época su aspiración suprema, y compraba tomos sin otro objeto[...]
Un día, a don Avelino se le perdió la llave de la biblioteca. Al día siguiente se encontró con la puerta cerrada; quiso des- cerrajarla, pero luego pensó y dijo: —¿Para qué? Hay una cosa más sencilla. El cuarto tenía un montante. Don Avelino ató sus libros, siempre de dieciseisavo, con un cordelito, y como quien dispara una piedra los tiró al interior de la biblioteca.

Una vez quiso entrar en la biblioteca; descerrajó la puerta, pero se había formado detrás de ella un montón de tomos tan grande que era imposible entrar.
Pío Baroja, Silvestre Paradox

Otro ejemplo es Bibliomanía, de Gustave Flauvert, donde abunda en los peligros de la obsesión por los libros y la adicción que suscita el coleccionismo. Inspirado en un caso real, narra la historia del monje Giacomo, capaz de matar y morir por su pasión bibliófila, incluso si esta le condena a los infiernos. Publicado a los 15 años, el estilo rápido y sencillo de este relato tiene poco que ver con el de La educación sentimental o Madame Bovary, pero ya eran los atisbos de alguien que se convertiría en el mayor esteta de la lengua francesa. También responde al interés, en la literatura, por abordar la mente humana. En el siglo XIX nace la psiquiatría y el psicoanálisis, y es en este contexto que muchos se cuestionaron si ¿era posible que la pasión por los libros condujera a la demencia?, ¿si la escritura no es síntoma del delirio solitario? Bibliomanía es un ejemplo de presentar la locura, en particular, la de un monje que asesina en Barcelona, por su amor a los libros. Por algo Georges Bataille afirmó: «Pienso que lo que me obliga a escribir es el miedo a volverme loco».